# Jean-Michel Reynard
Pour les articles homonymes, voir Reynard (homonymie).
Jean-Michel Reynard, né le 25 avril 1950 à Paris et mort dans la même ville le 24 novembre 2003, est un poète français.

## Biographie
Issu d'une famille modeste, il se passionne tôt pour la poésie, la peinture et la musique. Il étudie la philosophie à la Sorbonne et soutient une maîtrise sur Heidegger. Il exerce divers métiers, notamment celui d'enseignant à Abidjan en 1979.
En 1976, il rencontre les poètes André du Bouchet et Jacques Dupin avec lesquels il se lie d'amitié. 
Il collabore aux revues Argile et L’Ire des Vents, publie des essais sur la peinture (Bokor, Brown, Capdeville) et la poésie (André du Bouchet, Jacques Dupin). Son premier texte poétique paraît en 1981.
Auteur discret mort à cinquante trois ans, Jean-Michel Reynard,  laisse, malgré une vie écourtée, une œuvre reconnue par les artistes et éditeurs de son temps. Ainsi, en 1980, le peintre Pierre Alechinsky illustre son recueil Maint corps des chambres. Aimé Maeght le publie.
Le 22 août 2010, France Culture lui consacre un hommage de 58 minutes. Lors de cette émission, un invité décrit de cette façon l'œuvre de Jean-Michel Reynard : « On n'est pas loin du rêve mallarméen ou de Baudelaire. »

## Œuvres
- Maint corps des chambres, Éditions Maeght, 1980
- Gisement, préface à L'Espace autrement dit, de Jacques Dupin, Éditions Gallilée, 1982
- Todtnauberg, par Truinas : les fleurs, Éditions Thierry Bouchard, 1982
- Adresse de mai (lithographie de Jean-Luc Herman), Éditions Spiess, 1985
- Nature, et mortes, Éditions André Dimanche, coll. "Ryôan-ji", 1987
- Monnaie courante, Éditions Flammarion, 1988
- Poèmes d'amour de la raison close,(eau-forte de Gilles du Bouchet), Éditions Fourbis, 1991
- Peine perdue, Éditions Messidor, 1991
- Civilité (peintures de James Brown), Éditions Galerie Lelong, 1991
- Le Détriment, Éditions Fourbis, 1992
- Fredaine, (monotype de Gilles du Bouchet), Éditions Deyrolle-Verdier, 1993
- L'Interdit de langue, Solitudes d'André du Bouchet, Éditions Fourbis, 1994

- L'Eau des fleurs, Lignes Manifestes, 2003[4]
- sans sujet, Nouvelles Éditions Lignes, 2008

## Citation
« je sais bien avec quoi les mots de la langue sont faits. aussi je sais bien avec qui ils ne sont pas faits »